# Cruz de María Isabel Luisa
La cruz de María Isabel Luisa (también conocida como cruz de distinción, o incorrectamente también, orden de María Isabel Luisa) fue una condecoración española destinada a conmemorar la jura de la infanta María Isabel Luisa (futura Isabel II de España) como heredera de la corona.

## Historia
Se instituyó por Fernando VII de España mediante un real decreto fechado el 19 de junio de 1833. El real decreto fue publicado al día siguiente, día de la jura de su hija primogénita como princesa heredera. La condecoración estaba dirigida a las clases de tropa. La norma establecía diversos límites de concesión para cada compañía o regimiento:
- 24 cabos primeros,
- 24 cabos segundos,
- 6 tambores, y
- 12 soldados.[1]

El 19 de marzo de 1839 una real orden permitía que aquellos individuos de la tropa condecorados previamente, pudieran lucirla al pasar a ser oficiales con una forma particular.
Durante el reinado de Isabel II fue concedida en numerosas ocasiones tanto en su forma sencilla como pensionada a la suboficialidad y tropa.
En 1868, tras la revolución denominada Gloriosa fue suprimida y sustituida por la Cruz de plata del Mérito Militar.

## Estructura
Existieron dos clases: una destinada a la tropa y otra destinada a aquellos condecorados que había accedido a la oficialidad. La cruz podía también ser concedida pensionada con 10 o 30 reales.

## Insignia
La insignia consistía en una cruz molinada o anclada, con un medallón central. La cruz era diferente para la clase de tropa y la destinada a la oficialidad, creada posteriormente:
- En la de tropa: la cruz era plateada y el medallón era ovalado con las iniciales M, Y y L entrelazadas.
- En la de oficiales el medallón era circular con la efigie de Isabel II en relieve y de perfil. El resto del medallón estaba esmaltado de rojo y bordeado de azul.

En el caso de esta última clase la cruz era dorada y estaba esmaltada: los brazos en blanco y el medallón central de rojo bordeada de azul.
En ambos clases la cruz se remataba por una corona real, y sobre ella la anilla que la unía a la cinta de la que pendía.
Se llevaba prendida de una cinta azul celeste en un ojal de la casaca del uniforme.